# 福士直也
福士 直也（ふくし なおや、1979年6月26日 - ）は、日本のクリエイター、アニメーション監督、プロレスラー。東京都出身。天狗株式会社　天狗工房　代表取締役。赤天狗の名義でも活動。

## 人物
世界で一番初めにプロレスをやったアニメ監督。

## 参加作品

### テレビアニメ
- 宇宙のステルヴィア（2003年）3DCG
- ダイバージェンス・イヴ（2004年）3DCG
- SDガンダムフォース（2004年）3DCG
- トランスフォーマー ギャラクシーフォース（2005年）3DCG・アクションディレクター
- ゾイドジェネシス（2005年）3DCG
- ノエイン もうひとりの君へ（2005年）3DCG
- 妖逆門（2006年）3DCG
- サルゲッチュ（2006年）3DCG
- 結界師（2006年）CGディレクター
- 魔法少女リリカルなのはStrikerS （2007年）3DCGI、2Dモニターデザイン
- テイルズ オブ ジ アビス（2008年）CGディレクター
- 鋼殻のレギオス （2009年）3DCG監督
- 犬夜叉 完結編（2009年）CG監督
- はぐれ勇者の鬼畜美学（2012年）CGディレクター
- 世界でいちばん強くなりたい! （2013年）CGディレクター
- 極黒のブリュンヒルデ （2014年）CGディレクター
- 寄生獣 セイの格率（2014年）CG監督
- 東京喰種トーキョーグール√A （2014年）CGディレクター
- 俺物語!!（2015年）3DCGディレクター
- ナゾトキネ（2016年）原作・監督・脚本・絵コンテ・撮影監督
- カイトアンサ（2017年）原作・監督・脚本・絵コンテ・撮影監督・CG監督
- レディスポ（2018年）演出
- 荒野のコトブキ飛行隊（2019年）絵コンテ
- 群青のマグメル（2019年）CG監督
- コップクラフト（2019年）CG監督
- 遊☆戯☆王SEVENS（2020年）3DCG
- 織田シナモン信長（2020年）3DCG
- トニカクカワイイ（2020年）CGプロデューサー
- 蜘蛛ですが、なにか?（2021年）3DCG
- バトルアスリーテス大運動会 ReSTART!（2021年）CGディレクター
- ブルーピリオド（2021年）CGプロデューサー
- テルマエ・ロマエ ノヴァエ（2022年）CGディレクター
- トニカクカワイイ（シーズン2）（2023年）CGディレクター
- 地獄楽（2023年）撮影

### アニメ映画
- 機動戦士ガンダム MS IGLOO（2004年）3DCG
- ブレイブ ストーリー（2006年）3DCGI
- 劇場版メタルファイト ベイブレードVS太陽 灼熱の侵略者ソルブレイズ （2010年）CGディレクター
- 魔法少女リリカルなのは The MOVIE 1st（2010年）3DCG
- 劇場版BLEACH 地獄篇（2010年）3DCG
- 劇場版 HUNTER×HUNTER 緋色の幻影（2013年）撮影
- 心が叫びたがってるんだ。（2015年）3DCGI
- 名探偵コナン 純黒の悪夢（2016年）3DCG
- 名探偵コナン から紅の恋歌（2017年）3DCG
- 名探偵コナン ゼロの執行人（2018年）3DCG
- 魔法少女リリカルなのは Detonation（2018年）3DCG
- コードギアス復活のルルーシュ（2019年）3DCG
- 名探偵コナン 紺青の拳（2019年）3DCG
- 空の青さを知る人よ（2019年）3DCG
- 劇場版 SHIROBAKO（2020年）3DCG
- デジモンアドベンチャー LAST EVOLUTION 絆（2020年）3DCGディレクター

### OVA
- 機動戦士ガンダム MS IGLOO（2004年）3DCGI
- 機動戦士ガンダムUC（2010年）3DCGI

## 声優
- ナゾトキネ（2016年）秋山準

## 漫画
- 聖闘士星矢 NEXT DIMENSION 冥王神話（2010年 - 秋田書店 少年チャンピオンコミックス）着彩・CG
- 泉極志（2016年 - チャンピオンクロス） 原作・漫画

## 入場テーマ曲
- 激烈Pro天狗（赤天狗）

## ラジオ
- Pro天狗（まえばしCITYエフエム）- パーソナリティ